# Eenheid 8200
Eenheid 8200 (Hebreeuws: יחידה 8200, Yehida Shmoneh-Matayim; Engels: Unit 8200) is een onderdeel van het Israëlische defensieleger dat zich bezighoudt met het onderscheppen van communicatie (sigint) en de decryptie van code.
In militaire publicaties wordt het soms aangeduid als Central Collection Unit of the Intelligence Corps of Israeli SIGINT National Unit (ISNU).

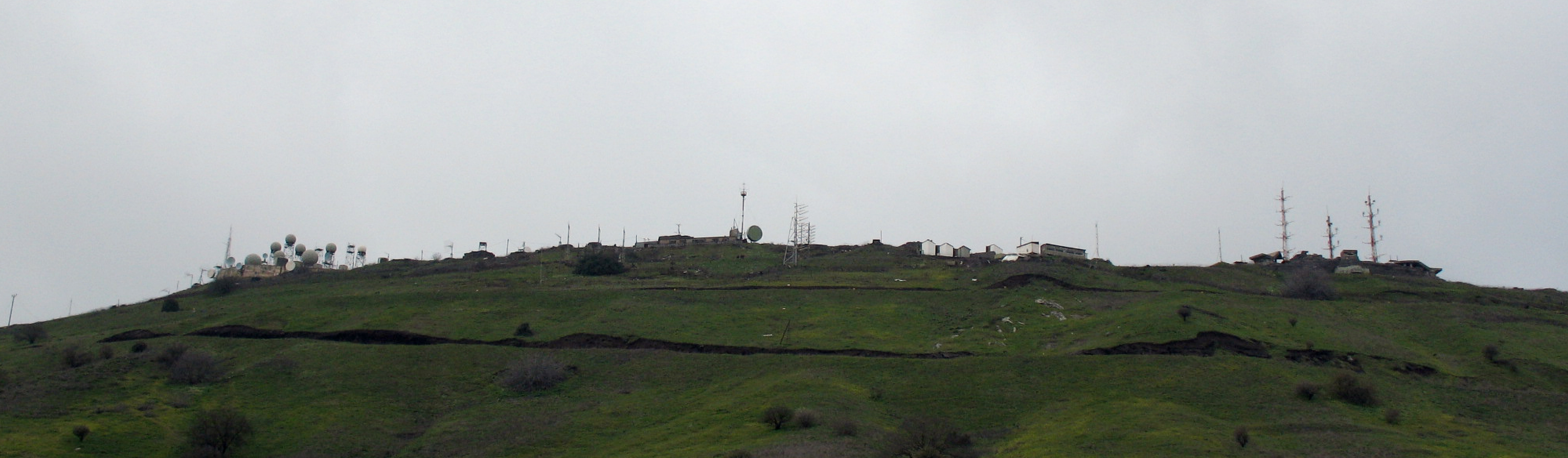
Een basis van Eenheid 8200 op de Golan-hoogte

## Geschiedenis
Eenheid 8200 werd opgericht in 1952, onder de naam 2e (later: 515e) eenheid militaire inlichtingen. Men werkte aanvankelijk met afgedankt Amerikaans legermateriaal. In 1954 verhuisde de eenheid van Jaffa naar het huidige hoofdkwartier aan de Glilot junction in (Tel Aviv).

## Structuur
Het gaat om de grootste eenheid binnen het Israëlische defensieleger, met vele duizenden militairen. Hoewel de activiteiten van de dienst niet openbaar zijn, kan de werking ervan vergeleken worden met die van de Amerikaanse National Security Agency (NSA) in de VS. De eenheid wordt geleid door een brigadegeneraal wiens naam geheim wordt gehouden.

### Hatzav
Een onderdeel van Eenheid 8200 is Hatzav (Hebreeuws: Drimia יחידת חצב), verantwoordelijk voor Open Source Intelligence of OSINT: inlichtingen uit openbare bronnen. Deze dienst verzamelt (en vertaalt) militaire informatie uit openbare mediabronnen zoals televisie, radio, de pers en het internet.
Het belangrijkste centrum voor het verzamelen van elektronische gegevens door het Israëlisch leger is de Urim SIGINT Base in de Negev-woestijn, op zo'n 30 km van Beër Sjeva. 
In maart 2004 adviseerde de onderzoekscommissie die was ingesteld na de Irakoorlog om de Eenheid om te vormen tot een civiele dienst, maar dit voorstel werd niet opgevolgd.

### Samenwerking met privé-sector
Informatie van Eenheid 8200 wordt aangevuld uit private bronnen, met name vanuit het Middle East Media Research Institute en de Palestinian Media Watch.
Anderzijds zijn voormalige leden van Eenheid 8200 meermaals overgestapt naar Israëlische en Amerikaanse bedrijven voor informatietechnologie en -beveiliging zoals Check Point, ICQ, Palo Alto Networks, NICE, AudioCodes, Gilat, Leadspace, EZchip, Onavo et Singular6.

## Activiteiten
In september 2010 publiceert Le Monde diplomatique een Engelstalig artikel waarin het massale spionagenetwerk van Eenheid 8200 vanuit de Urim SIGINT basis wordt onthuld: het gaat om een van de omvangrijkste luisterposten ter wereld, die in staat is telefoongesprekken, e-mails en andere elektronische communicatie te onderscheppen over het hele Midden-Oosten, Europa, Azië en Afrika, en daarnaast ook schepen lokaliseert. Eenheid 8200 heeft verborgen luisterposten opgesteld in Israëlische ambassades in het buitenland, en in de bezette Palestijnse gebieden, surveilleert onderzeekabels, en beschikt over Gulfstream jets met elektronisch spionagemateriaal.
In 2010 citeert de The New York Times een ex-lid van de Amerikaanse inlichtingendiensten als zou Eenheid 8200 het Syrische luchtdefensiesysteem hebben weten uit te schakelen (en dus niet alleen te verstoren) gedurende Operatie Orchard in 2007. Zulks veronderstelt een verregaande kennis van de manier waarop de Syrische luchtverdediging functioneerde.
Eenheid 8200 is volgens verschillende media (mede-)verantwoordelijk voor het computervirus Stuxnet dat in 2010 verschillende industriële computers infecteerde, en met name die van Iraanse nucleaire (Siemens-installaties.